# David Brooks (tueur)
Pour les articles homonymes, voir David Brooks (homonymie) et Brooks.
David Owen Brooks, né le 12 février 1955 à Houston au Texas et mort le 28 mai 2020 à Galveston (Texas), est un tueur en série américain, reconnu, avec Elmer Wayne Henley, comme complice de Dean Corll qui a fait au moins vingt-huit victimes à Houston dans l'État du Texas entre 1970 et 1973.

## Biographie
Les parents de David Brooks sont divorcés. Sa mère et sa sœur Joyce partent vivre au Colorado, alors que le père reste à Houston. David quitte la Waltrip High School à l'âge de quinze ans.
Amant entretenu de Dean Corll, il invite au domicile de ce dernier les futures victimes qui pour la plupart sont ses connaissances habitant le quartier de Houston Heights. Corll le paye environ 200$ par jeune garçon et lui offre des cadeaux, notamment une voiture,. En 1971, Brooks lui amène Elmer Wayne Henley, probablement comme victime potentielle, que Corll épargne finalement pour en faire son deuxième complice.
Le 8 août 1973, Dean Corll est abattu par Henley, alors qu’il l'avait libéré après avoir voulu l’assassiner.
C'est David Brooks qui se présente au poste de police le 8 août 1973 pour dénoncer Wayne Henley. Il reconnait avoir été présent sur les lieux lors de quelques crimes, mais nie sa participation active dans les meurtres. Le 5 mars 1975, il est condamné à 99 années de prison pour l’assassinat d'un garçon de quinze ans, William Lawrence.
Sa demande de liberté conditionnelle ayant été refusée en 2011, l'État du Texas examine de nouveau sa requête en 2014,.
Souffrant de plusieurs affections, David Owen Brooks meurt de la Covid-19 à l'hôpital de Galveston le 28 mai 2020, à l'âge de 65 ans, ainsi Elmer wayne henley est le seul du trio à être encore en vie en 2025